# قطعنامه ۸۱۷ شورای امنیت
قطعنامه ۸۱۷ شورای امنیت سازمان ملل متحد که در تاریخ ۰۷ آوریل ۱۹۹۳ تصویب شد، سندی بین‌المللی دربارهٔ پذیرش اعضای جدید سازمان ملل متحد: مقدونیه است. این قطعنامه طی نشست ۳۱۹۶ام با ۱۵ رای موافق، ۰ مخالف و ۰ ممتنع تصویب شد.